# Крякенава
Крякенава (лит. Krekenava) — местечко в Паневежском районе Паневежского уезда Литвы, к юго-западу от Паневежиса; административный центр Крякенавского староства (Krekenavos seniūnija). 

## Положение и общая характеристика
Расположен на шоссе Паневежис — Кедайняй, в 13 км к северо-западу от Рамигала. Большая часть города расположена на правом берегу реки Нявежис. Рядом находится Крякенавский региональный парк, созданный в 1992 году для сохранения долины реки Нявежис.
План города смешанный, центральная часть прямоугольного плана была построена в 16 веке, другая имеет черты радиального плана, построена во времена Волочной померы.

## История
Первое упоминание о населённом пункте датируется 1409 годом. Первая деревянная церковь была построена в 1419 году.
В 1865 году была построена начальная государственная школа, которая с 2007 года носит название Крякенавская средняя школа им. Миколаса Антанайтиса.
Во времена Великой Отечественной войны нацистами в было уничтожено более 110 местных евреев и около 80 коммунистов и комсомольцев.

## Галерея

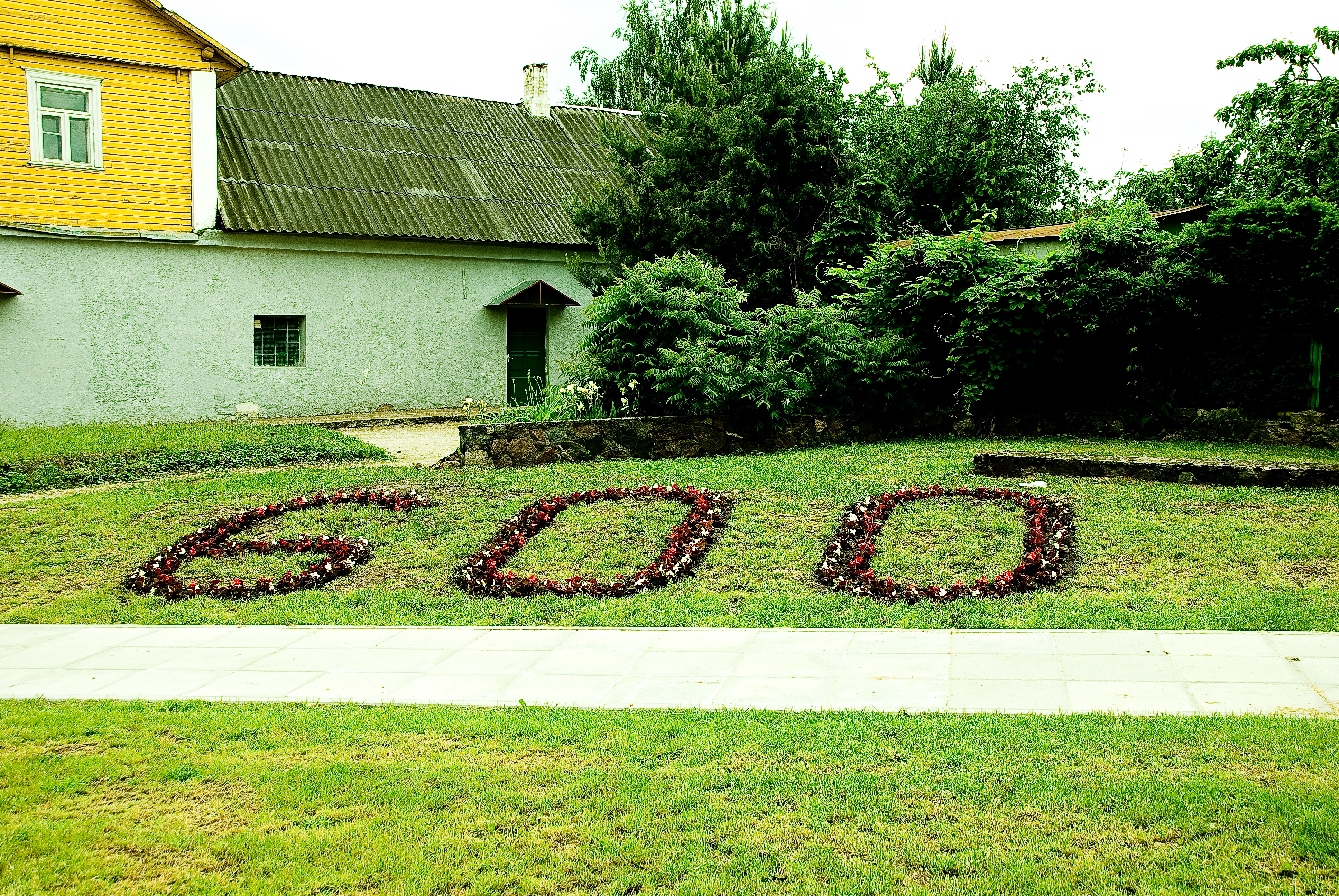
Крякенаве 600 лет
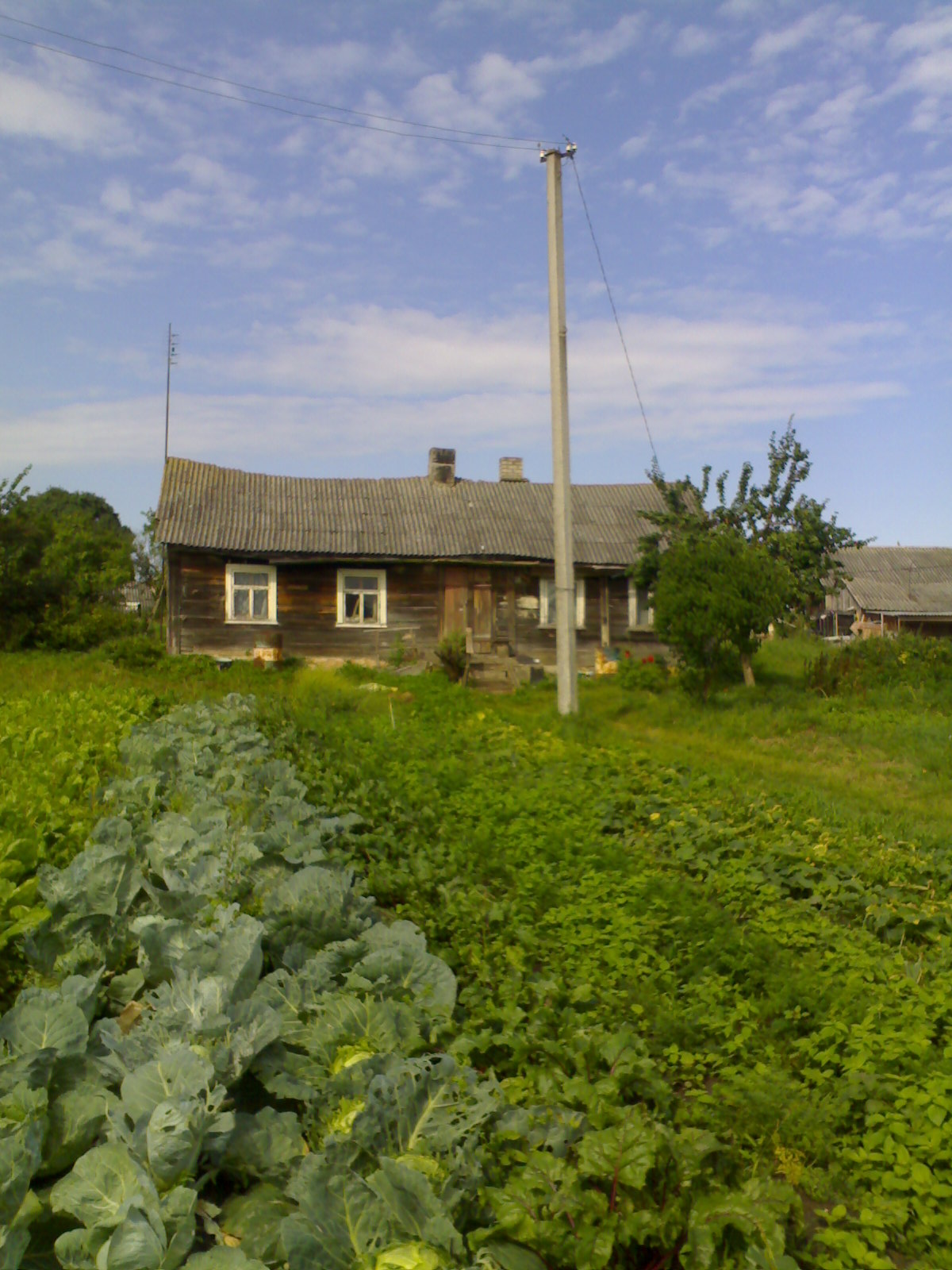
Старый дом
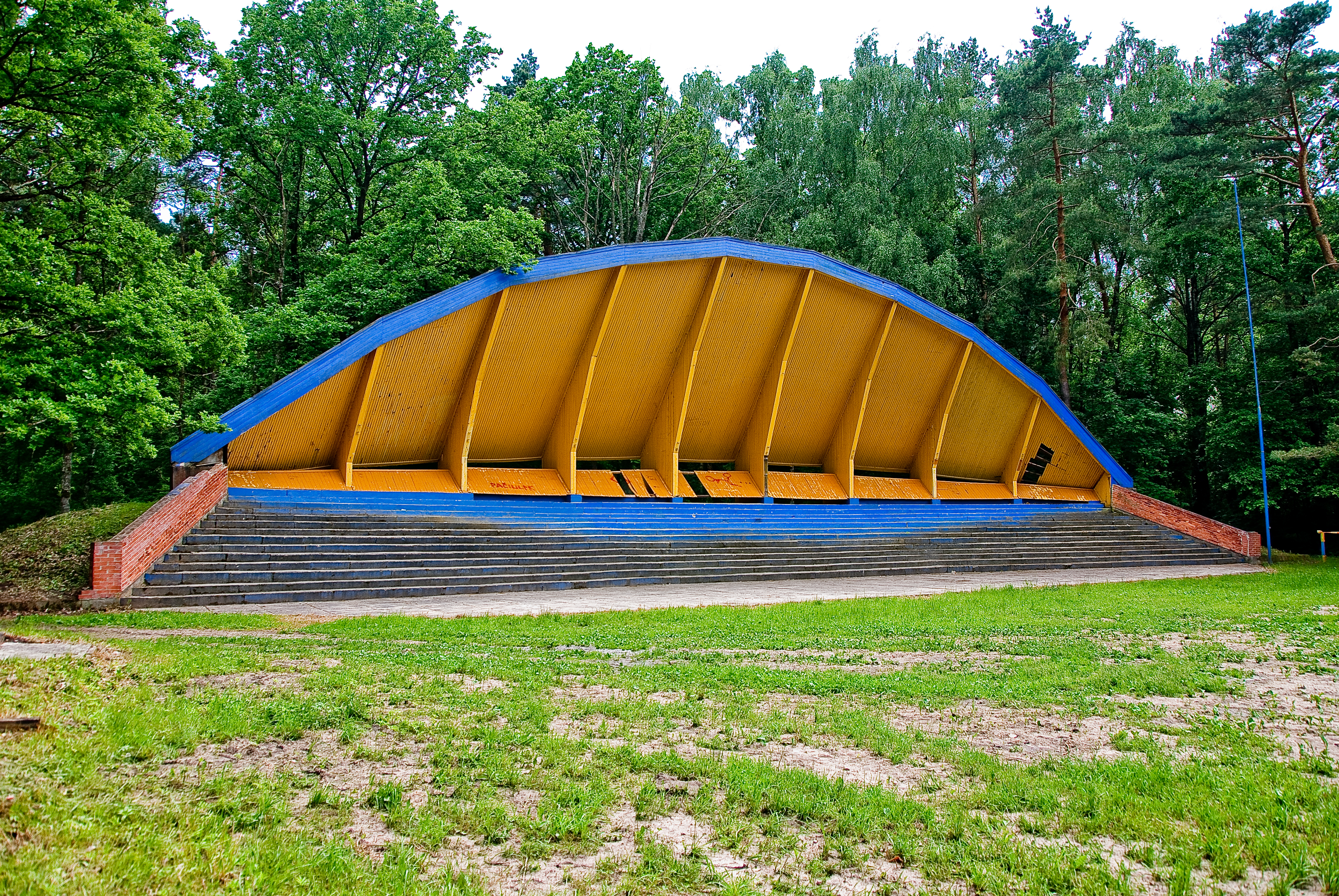
Концертная площадка в лесу
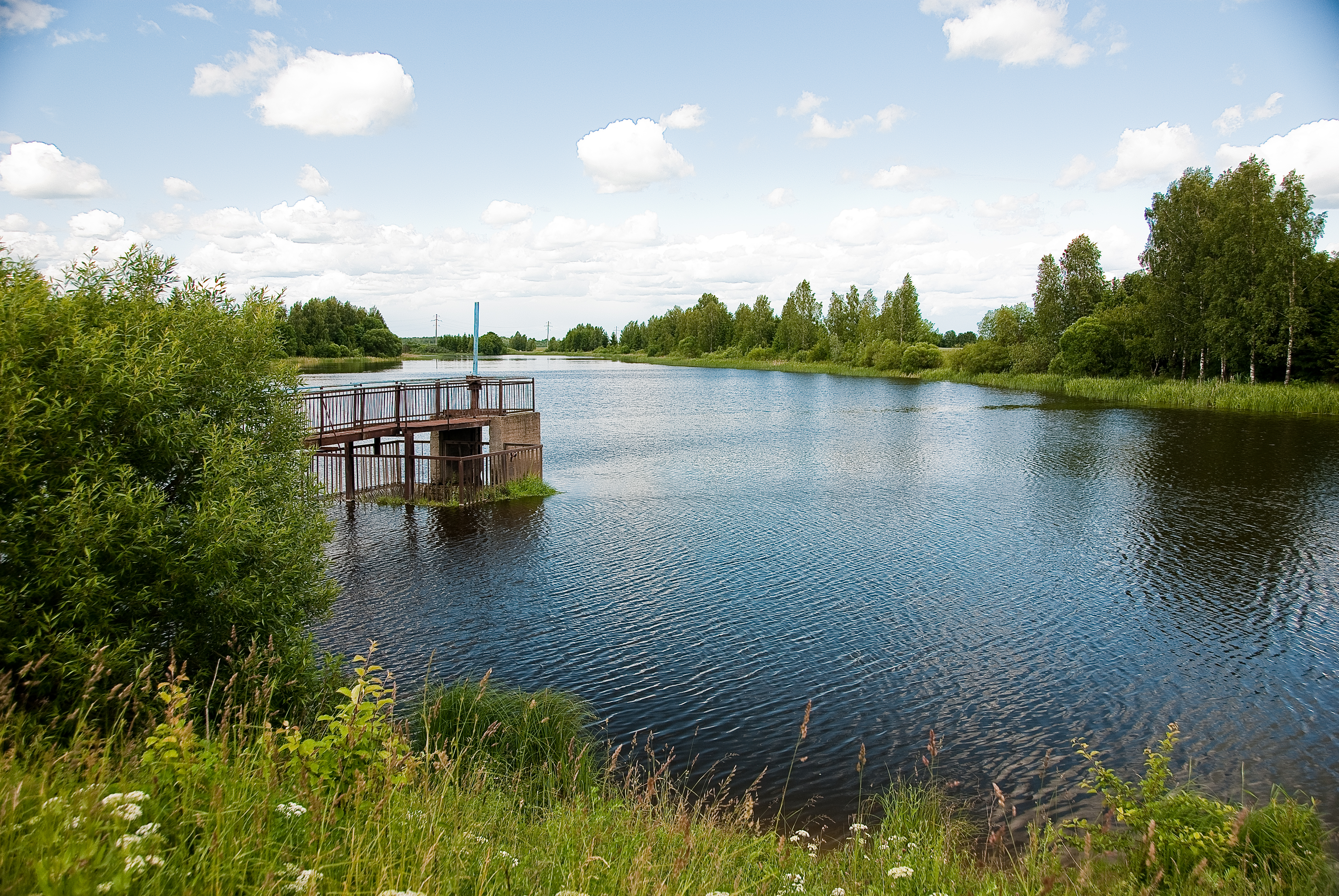
Плотина на речке
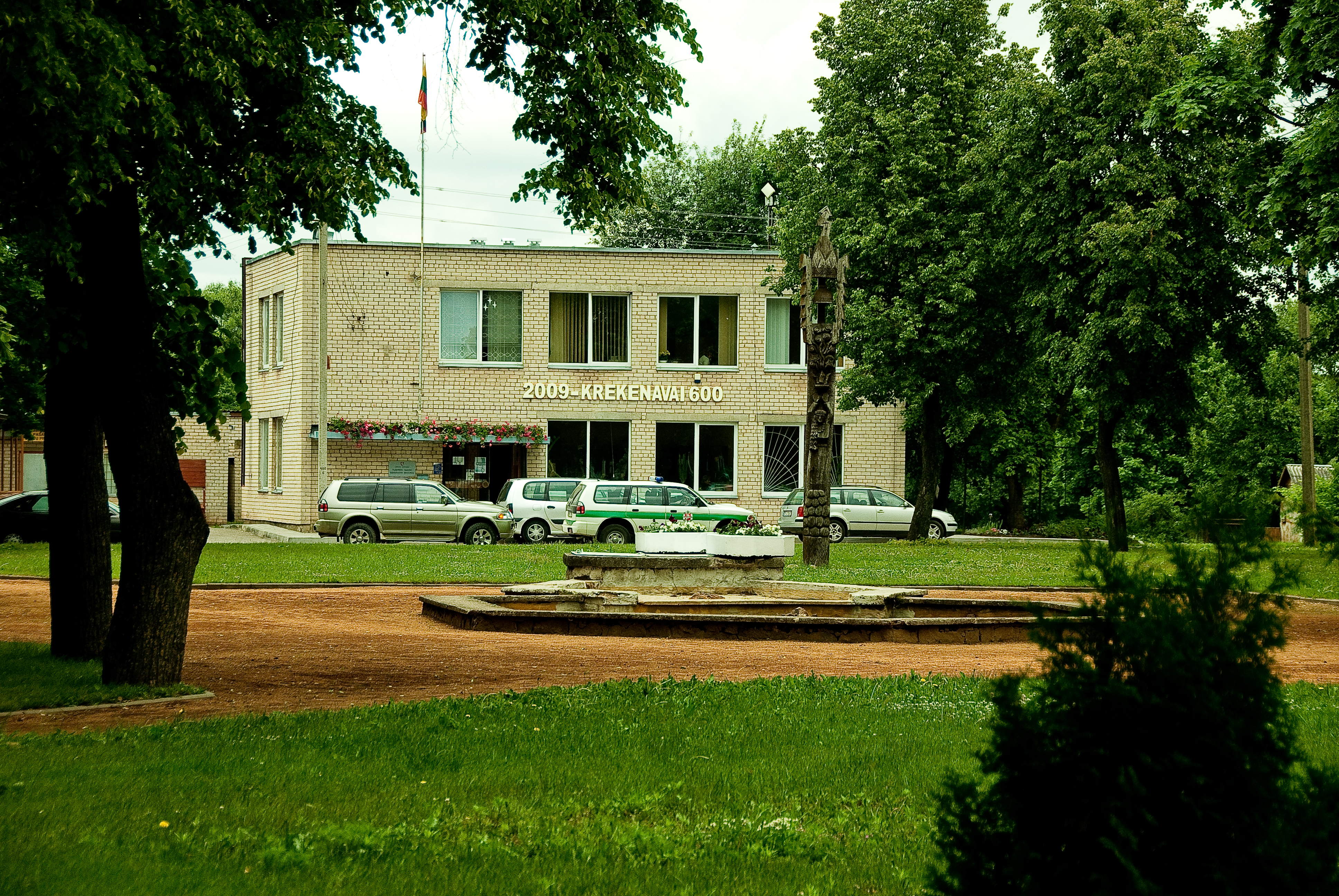
Центр города